# Camaiurás
Os camaiurás (também kamaiurás ou kamayurás) constituem uma etnia indígena brasileira. Habitantes do Parque Indígena do Xingu, às margens da zona de confluência entre dois importantes rios da microbacia xinguana, os camaiurás pertencem ao grupo étnico e linguístico tupi-guarani, estando inseridos na zona cultural do Alto Xingu.
Os camaiurás possuem um sistema tradicional caracterizado pela heterogeneidade, fruto do intenso processo de matrimônio intertribal e dos enérgicos laços de coesão que mantêm com outras sociedades indígenas do mesmo espaço geográfico.
Entre os indígenas do grupo, vigora um sistema de organização civil peculiar, caracterizado por um único complexo de imensas ocas comunitárias circularmente dispostas ao redor de um terreiro público. Tal espaço, formado a partir da convergência de quatro vias principais, destina-se à celebração dos ritos e tradições referentes à cosmologia do povo. As habitações, primordialmente constituídas por taquaras e palha, podem chegar a trinta metros de comprimento e abrigar várias famílias, segundo a ancestralidade que possuam.
A sociedade, embora rigidamente patriarcal, não menospreza o papel feminino, encarregando as mulheres da tutela dos filhos, manutenção da ordem doméstica, plantio e colheita das raízes comestíveis e preparação dos alimentos, enquanto compete ao homem a obtenção proteica e a limpeza da roça na qual será plantada a mandioca.

## Localização
À altura do primeiro contato não indígena, liderado pelo etnólogo alemão Karl von den Steinen, em 1886, os camaiurás encontravam-se em estágio final de sedentarização, assentados nas proximidades da lagoa de Ipavu, onde permanecem até hoje. Segundo relatos tradicionais, amplamente aceitos entre os indígenas, o povo viria do Wawitsa, localizado na zona mais setentrional do parque. A região, onde desembocam os principais afluentes da bacia do Xingu, possui espaço de destaque na cosmologia do grupo étnico.

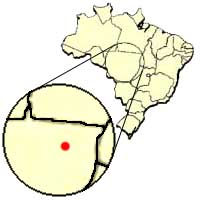
O Parque Indígena do Xingu: criado em meados da década de 1960, constitui a localização de diversos grupos indígenas, entre os quais os camaiurás.
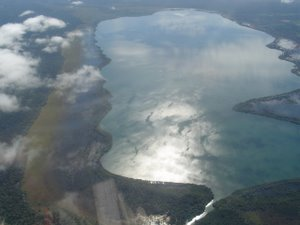
Às margens da imensa lagoa natural, formada a partir da confluência entre os rios Kuluene e Xingu, situa-se a aldeia camaiurá
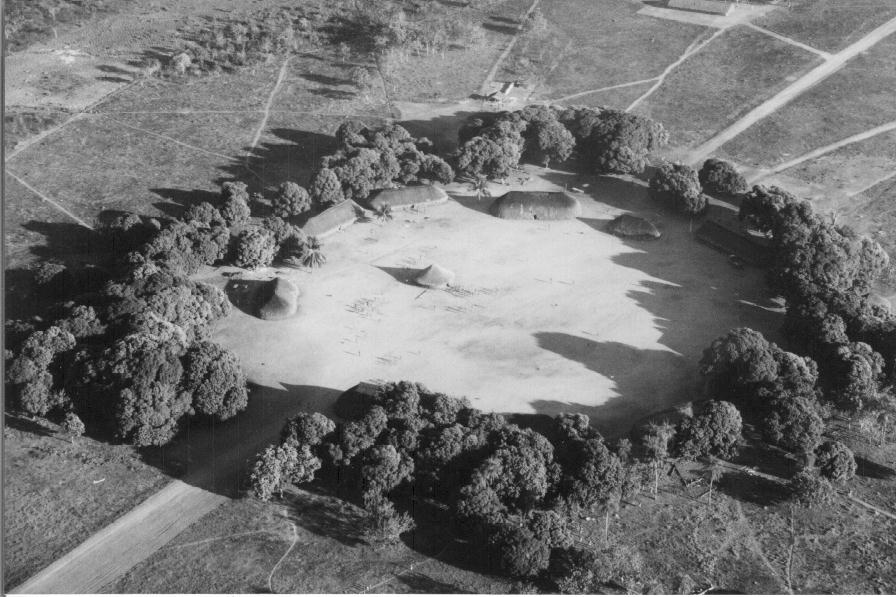
A aldeia camaiurá: o contingente populacional dos camaiurás concentra-se numa única aldeia

## Organização física

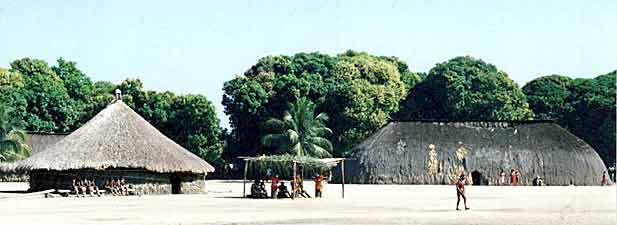
A estrutura habitacional (à direita) contrasta, pelo formato, com a casa das flautas (à esquerda). Frente a esta última, ergue-se uma palhoça improvisada, construída para a proteção do tronco de Quarup, em virtude das festividades de mesmo nome. Após o término da celebração, a estrutura é desmontada.

As estruturas habitacionais camaiurá possuem influências insignes do estilo arquitetônico alto xinguano, podendo atingir até trinta metros de extensão e dez metros de altura. Com uma estrutura de madeira e taquaras majoritariamente revestidas de sapê ou folhas de palmeira, as ocas gozam de estatuto coletivo, não apresentando quaisquer tipos de divisões internas. Marginalmente ao centro da habitação, de onde se projeta uma única coluna de madeira, aglomeram-se as famílias do clã, enquanto que os ambientes mais internos são destinados à estocagem do alimento e à manutenção da fogueira.
A aldeia, por sua vez, constitui um único núcleo de povoamento, formada de uma praça (na língua camaiurá, hoka'yterip) central em cujo entorno se erguem as palhoças, numa distribuição circular. Nuclear à hoka'yterip, ergue-se a casa das flautas, onde se acondicionam as flautas utilizadas em rituais xamânicos. O acesso a tal estrutura, bem como a utilização das flautas, é restrito aos homens da aldeia, imputando-se, às mulheres que descumprem tal proibição, a pena de estupro coletivo.

## Hábitos culturais
A admissão do jovem indígena na atmosfera adulta exige um período de clausura assistida, que, geralmente, inicia-se em virtude dos primeiros caracteres da puberdade. Durante o ciclo, os adolescentes são isolados numa estrutura habitacional específica, onde têm o contato social restrito à presença do pais e avós. Os que guardam tal parentesco, responsabilizam-se pela instrução produtiva do indígena, dando ênfase especial às atividades referentes ao sexo do adolescente e o modo de realizá-las. À ocasião, os garotos são educados sobre a prática do huka-huka, uma arte marcial ritualística frequentemente associada às festividades cosmológicas do povo.
Embora, para as adolescentes, o início da reclusão esteja rigidamente relacionado à menstruação, para os entes masculinos requer o consenso mútuo entre seus pais. O processo de instrução prolonga-se por tempo indeterminado e, não obstante a permanência feminina raramente se estender por muito mais de um ano, os garotos podem ficar enclausurados por períodos até cinco vezes maiores, intercalados por breves acessos à liberdade. Durante a ocasião, as garotas têm seus joelhos amarrados por cordas fibrosas, de forma que a panturrilha se torne mais robusta pelo acúmulo de líquidos. De igual modo, são privadas de cortar o cabelo, fazendo com que, ao fim do rito, as longas madeixas da franja encubram parte de suas faces. Assim que a extensão capilar das adolescentes atinge a altura do queixo, estas são liberadas da clausura.
A duração média do rito se relaciona ao status hereditário que acompanha o jovem, de forma que um maior espaço recluso implica, proporcionalmente, num maior poder e importância entre os indígenas da aldeia. Ao fim da clausura, é dado um nome definitivo ao jovem, que vem a substituir o nome que recebeu em virtude do seu nascimento. O período marca, de mesmo modo, a aptidão aos ritos matrimoniais.
Preenchendo um espaço cultural notável, o infanticídio é, frequentemente, associado ao sistema cultural do povo, embora os camaiurás não possuam exclusividade na realização da prática. Os filhos de mãe solteira, possuidores de malformação congênita e gêmeos, são os principais alvos deste ritual, que, embora seja bastante enraizado no contexto das tradições do povo, gera divergências entre os próprios membros da aldeia. Os indígenas recém-nascidos, ao enquadrarem-se em qualquer dos motivos supracitados, são, geralmente, soterrados ainda vivos, embora também possam ser executados por afogamento. Atualmente, algo em torno de trinta crianças indígenas são mortas pelos camaiurás todos os anos, não obstante a Fundação Nacional do Índio oferecer serviços de adoção das crianças rejeitadas.[carece de fontes?]

### Jogos e atividades lúdicas
O repertório lúdico dos indígenas camaiurá, caracterizado pela insigne diversidade de expressões performativas, apresenta-se sob a forma de brincadeiras e de jogos que gozam de notável popularidade entre os integrantes do grupo. Tais atividades, especialmente praticadas pelas crianças e homens da tribo, perfazem parte importante da vida cotidiana do povo, podendo, casualmente, envolver instrumentos específicos ao fim. Alguns destes utensílios apresentam mecanismos singulares, a exemplo de um curioso brinquedo infantil que, produzido a partir de taquaras e fios de juta, atira um frágil jato d'água sob pressão.
Mojarutap Myrytsiowit: a brincadeira da cama de gato, como é conhecida em português, consiste na produção de figuras diversas utilizando-se de dois cordões fibrosos enrolados entre os dedos. As formas resultantes, geralmente geométricas ou antropomórficas, constituem um dos mais notáveis exemplos de produção criativa dos camaiurás, possuindo clara influência da cosmologia tradicional do povo. 
Jawari: usando uma espécie de zarabatana especialmente produzida para este fim, um grupo de competidores lança artefatos pontudos em direção a uma cerca de varas previamente organizadas. Detrás da cerca, enfileiram-se os demais brincantes, de forma que a cerca funcione como escudo contra as lanças arremessadas pelos competidores. À medida em que as lanças atingem os paus, que formam uma parede pouco firme, os índios que estavam originalmente atrás desta parede devem desviar-se das setas, sem, contudo, moverem os pés.

## Sociedade
A sociedade camaiurá organiza-se em hierarquias estamentárias bem definidas, caracterizadas pelo forte patriarcalismo e, geralmente, transmitidas pela hereditariedade. O chefe tribal, o cacique, representa o status máximo atingível dentro dos limites da aldeia, servindo aos papéis de mediador e regulador de conflitos entre os demais indígenas. O pajé encarregado dos ritos xamânicos, por sua vez, concentra poderes políticos minimizados, não obstante traga consigo grande prestígio e apreço entre os integrantes da tribo. Em certos casos, um único indígena pode concentrar poderes místicos e políticos, o que aumenta ainda mais o renome do indivíduo.[carece de fontes?]
Habitam em ocas familiares, que, usualmente, orbitam em torno de um grupo de irmãos que podem ou não estarem acompanhados por primos e ascendentes paralelos. O líder do espaço doméstico, conhecido como dono da casa (em camaiurá, morerekwat), é o encarregado da distribuição dos afazeres cotidianos entre os clãs satélites. Existe, entre os integrantes da aldeia, uma forte tradição poligâmica, de modo que um elevado número de esposas indica, proporcionalmente, um maior status social. Do marido, a aquisição de uma nova esposa exige, além da possibilidade de mantê-las em condições confortáveis, a permissão das já existentes.[carece de fontes?]
Tradicionalmente, os jovens recém-casados devem residir por um período preestabelecido de tempo junto aos sogros, realizando favores em agradecimento à cessão da filha. Cumprido o acordo, o casal pode escolher em qual residência vai se estabelecer, residência esta que, em geral, é a casa de origem do marido.[carece de fontes?]

## Religião

### Espiritualidade
“Criação do mundo segundo a cosmologia camaiurá:
Podemos saber como a humanidade foi criada, nos reportando à mitologia, que é o conjunto de narrativas que sintetizam, de modo exemplar, os principais marcos da tradição indígena. Segundo consta, há muito tempo o mundo era bastante parecido com o que é hoje, com a mata, as águas, os bichos, as aves, os peixes e outras inúmeras formas de vida, exceto a humana. Mavutsinin, o primeiro, que tem a mesma idade do universo e se criou a si próprio, enamorou-se de uma concha e com ela teve um filho [...]
Nessa época, o relacionamento entre os seres era estreito. Casavam-se, selavam amizade e aliança ou entravam em conflito e brigas. O próprio filho de Mavutsinin, que trazia o mesmo nome do pai, depois de ameaças e atritos com a onça tornou-se seu sogro, dando, a ela, suas duas filhas em casamento. Dessa importante união, nasceram os dois meninos gêmeos: Sol (Kwat) e Lua (Iay). ”

— Carmen Junqueira em: Os índios de Ipavu
Grande parte da tradição cosmológica dos indígenas camaiurá orbita em torno de uma única deidade, conhecida como Mawutzinin. O ser, também creditado como o Demiurgo e primeiro ser humano a habitar a terra, teria sido o responsável pela introdução da festa do Quarup, do uso dos arcos e do consumo de elementos importantes da dieta do povo. Mesmo detentor da essência divina, e considerado a matéria primária da criação, Mawutzinin deixou-a logo após, para que seguisse seu rumo próprio, sem que houvesse maiores intervenções vindas de sua parte. Contrariamente à maioria das tradições ocidentais, não se admite, na religião camaiurá, um comércio ou comunicação pessoal com Deus sob forma de preces ou invocações.[carece de fontes?]
De modo semelhante, os indígenas camaiurás creem na existência de um tipo específico de potência abstrata, usualmente conhecida como mamaé. O mamaé, presente em diversas classes de seres ou objetos, consiste numa espécie invulgar de força espiritual, classificada, segundo sua natureza, como benéfica e generosa, ou, de maneira oposta, malévola e nociva em diversos níveis. Segundo a crença, a ingestão ou o contato prolongado com certa entidade de mamaé nocivo acarretaria ao indígena diversos males físicos, tratáveis apenas mediante rituais xamânicos. Tal conceito age como um dos principais agentes reguladores da dieta étnica do povo.[carece de fontes?]
Tradicionalmente oral, a continuidade da tradição religiosa é resguardada aos estamentos mais idosos da sociedade, especialmente devido ao fato de serem estes os principais detentores dos contos rituais e cosmológicos da cultura do povo. Dentre os relatos míticos, a criação do mundo e da organização social da etnia possuem os valores culturais mais insignes, sendo considerados imprescindíveis para a manutenção do estilo de vida original do grupo.[carece de fontes?]

### Vida pós-morte
Independente de suas ações em vida, após a morte, as almas dos indivíduos seriam levadas a uma aldeia celeste, réplica da aldeia terrena. Após a morte, não seria mais necessário se realizar qualquer tipo de trabalho, pois os indígenas sempre se apresentariam enfeitados, podendo dançar e comer a todo tempo. A alimentação, neste plano espiritual, seria composta, majoritariamente, por grilos e batatas, ao invés do beiju e o peixe correntes entre os indígenas vivos. Contudo, embora indistinta quanto às atitudes humanas, o acesso a tal aldeia espiritual exigiria o enterro do defunto seguindo normas rígidas de pintura e acessórios, para que, desta forma, permanecesse por toda a eternidade. Periodicamente, pássaros malignos sobrevoariam a aldeia celeste, na tentativa de arrancar pedaços do corpo do indivíduo e levá-los a um gavião. Por tal, os camaiurás munem, pouco antes dos ritos fúnebres, os desfalecidos com armas, de maneira que possam se defender. As almas desprovidas de armamento seriam mortas, findando sua existência.

### Quarup

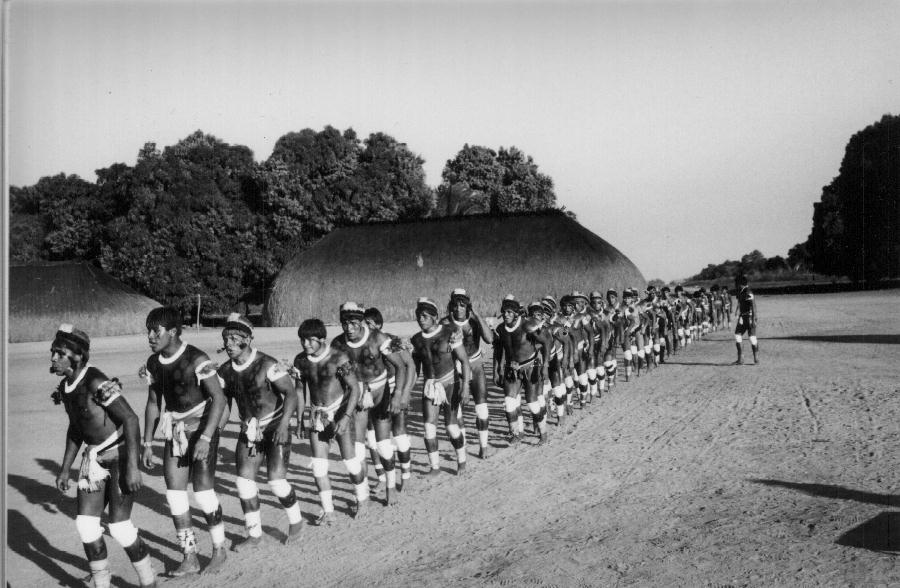
Índios camaiurás durante a festa do Quarup.

O festival do Quarup (também Kuarup), tido como a mais importante celebração cosmológica entre as etnias alto-xinguanas, consiste na celebração ritual em que se homenageia certo ente indígena já falecido. O rito, centrado na figura do deus Mawutzinin, reúne integrantes de vários grupos étnicos unidos por um sistema cultural semelhante. De mesmo modo, Kuarup descreve uma madeira de lei comumente utilizada em atividades ligadas à necromancia e ao próprio ritual que a nomeia. Segundo a crença, a celebração teria sido instituída em eras remotas pelo deus camaiurá, visando a ressurreição dos indígenas já falecidos.
Tradicionalmente, as celebrações iniciam-se em virtude da chegada dos ajuntamentos indígenas convidados ao festival. O acolhimentos dos índios, provenientes de várias outras aldeias, dá-se mediante a performance de vários cantos e danças habituais, num rito marcado pela rigidez tradicional. Logo após, um grupo preestabelecido de indígenas vai à floresta e corta um tronco de Quarup, o qual fincam em frente a certa estrutura religiosa conhecida por casa das flautas. A seguir, o tronco recebe uma decoração, acompanhada de cantoria que elogia o aspecto formoso do morekwat (chefe) que está sendo homenageado, falando com ele como se se tratasse de uma pessoa viva.

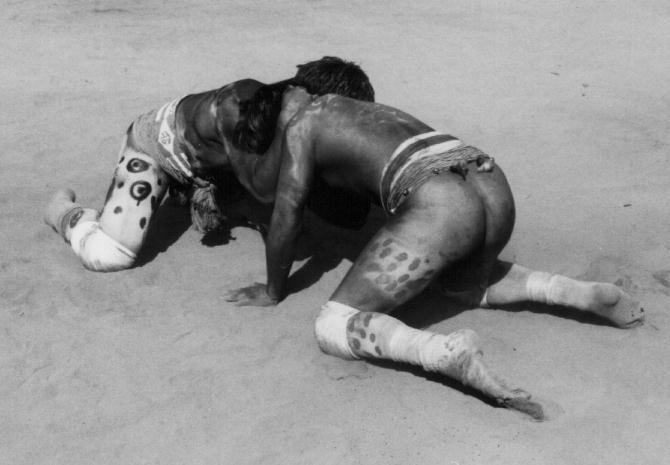
O huka-huka

À noite, acontece o momento de ressurreição simbólica do ente homenageado, sendo um momento de comoção coletiva. As carpideiras começam o choro ritual, sem que os cantos em volta sejam interrompidos. Aos primeiros raios do sol do dia seguinte, o choro e o canto cessam, os visitantes anunciam sua chegada com gritos, e iniciam competições entre os campeões de cada tribo, seguidas de lutas grupais para os jovens, conhecidas por huka-huka.[carece de fontes?]
A luta ritual, o huka-huka, possui simbolismo competitivo, onde a força e virilidade dos jovens é testada. A arte marcial está inserida num amplo contexto de competições realizadas em virtude do Quarup. Também representada neste universo de celebrações, está o moitará ou a festa das trocas.[carece de fontes?]
Muitos dos bens trocados no moitará são referentes às especializações de cada etnia. Nesse sistema, a produção de arcos era atribuída aos camaiurás, exímios em sua fabricação. Mas a introdução de armas de fogo na área afetou bastante a utilidade de tal ferramenta.[carece de fontes?]
Nas celebrações, segundo o desenhista Edmundo Rodrigues na revista Almanaque Rocky Lane 1957, é hábito dos camaiurás enfeitarem e pintarem seus corpos com diferentes cores: vermelho (uruco), pó de carvão, cor preta conseguida do jenipapo e branco da tabatinga. Os tornozelos costumavam ser amarrados com cipós (embira) e, na cintura, amarravam uma faixa de tecido de algodão feita na própria tribo.[carece de fontes?]

## Língua
A língua original dos camaiurás, o camaiurá, faz parte da família linguística tupi-guarani, apresentando grandes similaridades com o guarani, o nheengatu e o tupi antigo. Seu sistema vocálico, marcado pela diversidade e riqueza fonética, compõe-se seis vogais orais e correspondentes nasalizadas. Tais fonemas descreve-se a partir dos traços de nasalidade, posição, altura e arredondamento. A fonologia consonantal do idioma, pode ser percebido na tabela abaixo.[carece de fontes?]
|           | Bilabial | Bilabial | Dental | Dental | Alveolar | Alveolar | Palatal | Palatal | Velar | Velar | Glotal | Glotal |
| --------- | -------- | -------- | ------ | ------ | -------- | -------- | ------- | ------- | ----- | ----- | ------ | ------ |
| Oclusiva  | p        | p        |        |        | t        | t        |         |         | k     | k     | ʔ      | ʔ      |
| Africada  |          |          |        |        | c        | c        |         |         |       |       |        |        |
| Fricativa | w        | w        |        |        |          |          | y       | y       |       |       | h      | h      |
| Nasal     | m        | m        | n      | n      |          |          |         |         | ŋ     | ŋ     |        |        |
| Flape     | r        | r        |        |        |          |          |         |         |       |       |        |        |

O idioma, bastante caracterizado pela nasalização frequente, pelo uso de consoantes não sonoras e formação de palavras polissilábicas, é predominantemente aglutinante e, embora tenha uma origem ágrafa, um sistema de escrita semelhante ao do português foi desenvolvido, possibilitando o registro escrito do camaiurá.[carece de fontes?]

## Dieta

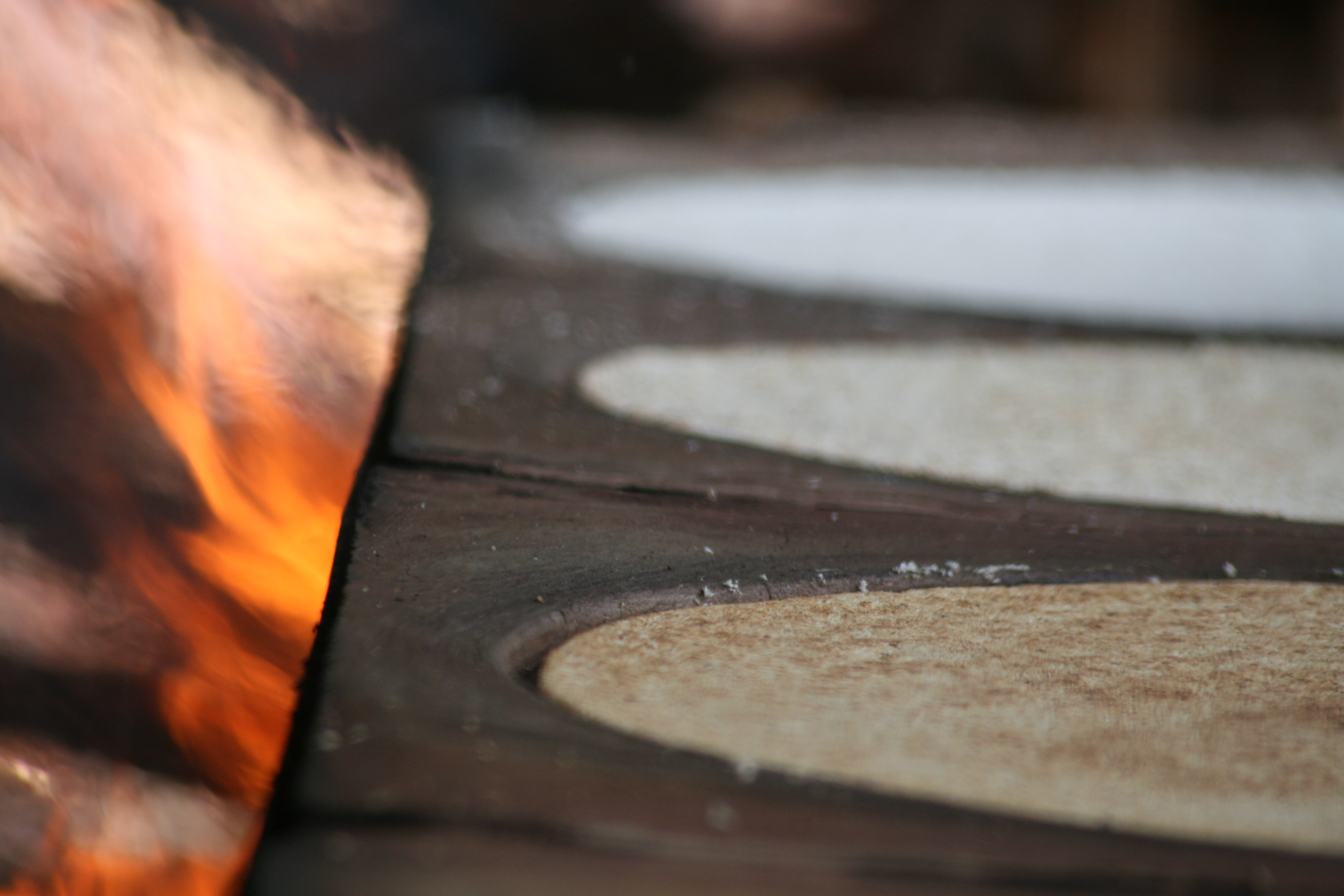
Durante a estiagem, a dieta do povo se restringe ao consumo de beijus (foto acima) e peixes, abundantes durante o período. Já a estação chuvosa marca a grande diversidade de frutas, raízes, mel, condimentos e beiju, embora os peixes tornem-se escassos.

A alimentação tradicional dos camaiurás relaciona-se, intrinsecamente, aos preceitos religiosos, em especial quanto às regras que regem o consumo proteico. Segundo a crença corrente entre os indígenas, a ingestão de um animal de mamaé maligno traria infortúnios e males de diversas naturezas, tanto individualmente quanto para toda a aldeia.[carece de fontes?]
Basicamente, alimentam-se de beiju e mingau, produzidos a partir da mandioca que cultivam nas dependências da aldeia, além de consumirem o tubérculo cozido e condimentado com pimenta. Ingerem, ainda, vários tipos de raízes comestíveis como a batata-doce e a taioba, grãos diversos e alguns colmos, além de frutas nativas da região. Os peixes perfazem a principal fonte de proteínas, embora possam esporadicamente ser substituídos por certos tipos de aves. O consumo de algumas espécies de insetos e larvas de besouro é bastante difundido e o mel de abelhas é igualmente apreciado, embora a sua dificuldade de obtenção o torne, deveras, raro.